# Lliga dels Pirineus d'handbol masculina 2009
La Lliga dels Pirineus d'handbol masculina 2009 va ser la tretzena edició d'aquesta competició internacional oficial d'handbol co-organitzada per la Federació Catalana d'Handbol i la Ligue du Languedoc Roussillon de Handball.
En aquesta edició disputada al Pavelló de Can Vinader de Castelldefels els dies 29 i 30 d'agost hi van participar dos equips de la Federació Catalana d'Handbol, el FC Barcelona i el BM Granollers, i dos equips de la Ligue du Languedoc Roussillon de Handball, l'USAM Nîmes i el Sant Rafèu.

## Resultats
|  | XIII Lliga dels Pirineus masculina • Castelldefels - 2009 |

|  | Semifinals         | Semifinals         |    |                    | Final              | Final |
|  |                    |                    |    |                    |                    |       |
|  | 29 d'agost · 17:00 |                    |    |                    |                    |       |
|  | Fraikin Granollers | 37                 |    |                    |                    |       |
|  | USAM Nîmes         | 39                 |    |                    |                    |       |
|  |                    |                    |    |                    |                    |       |
|  |                    |                    |    |                    | 30 d'agost · 12:00 |       |
|  |                    |                    |    |                    | USAM Nîmes         | 28    |
|  |                    | Barcelona Borges   | 37 |                    |                    |       |
|  |                    |                    |    |                    |                    |       |
|  |                    |                    |    |                    |                    |       |
|  |                    |                    |    |                    | Tercer lloc        |       |
|  | 29 d'agost · 19:00 | 29 d'agost · 19:00 |    | 30 d'agost · 10:00 | 30 d'agost · 10:00 |       |
|  | Barcelona Borges   | 31                 |    | Fraikin Granollers | 29                 |       |
|  | Sant Ràfeu         | 23                 |    |                    | Sant Ràfeu         | 35    |

## Classificació final
| Classificació final | Classificació final |
| ------------------- | ------------------- |
| 1r                  | Barcelona Borges    |
| 2n                  | USAM Nîmes          |
| 3r                  | Sant Ràfeu          |
| 4t                  | Fraikin Granollers  |